# Ga Maiyalap MRT

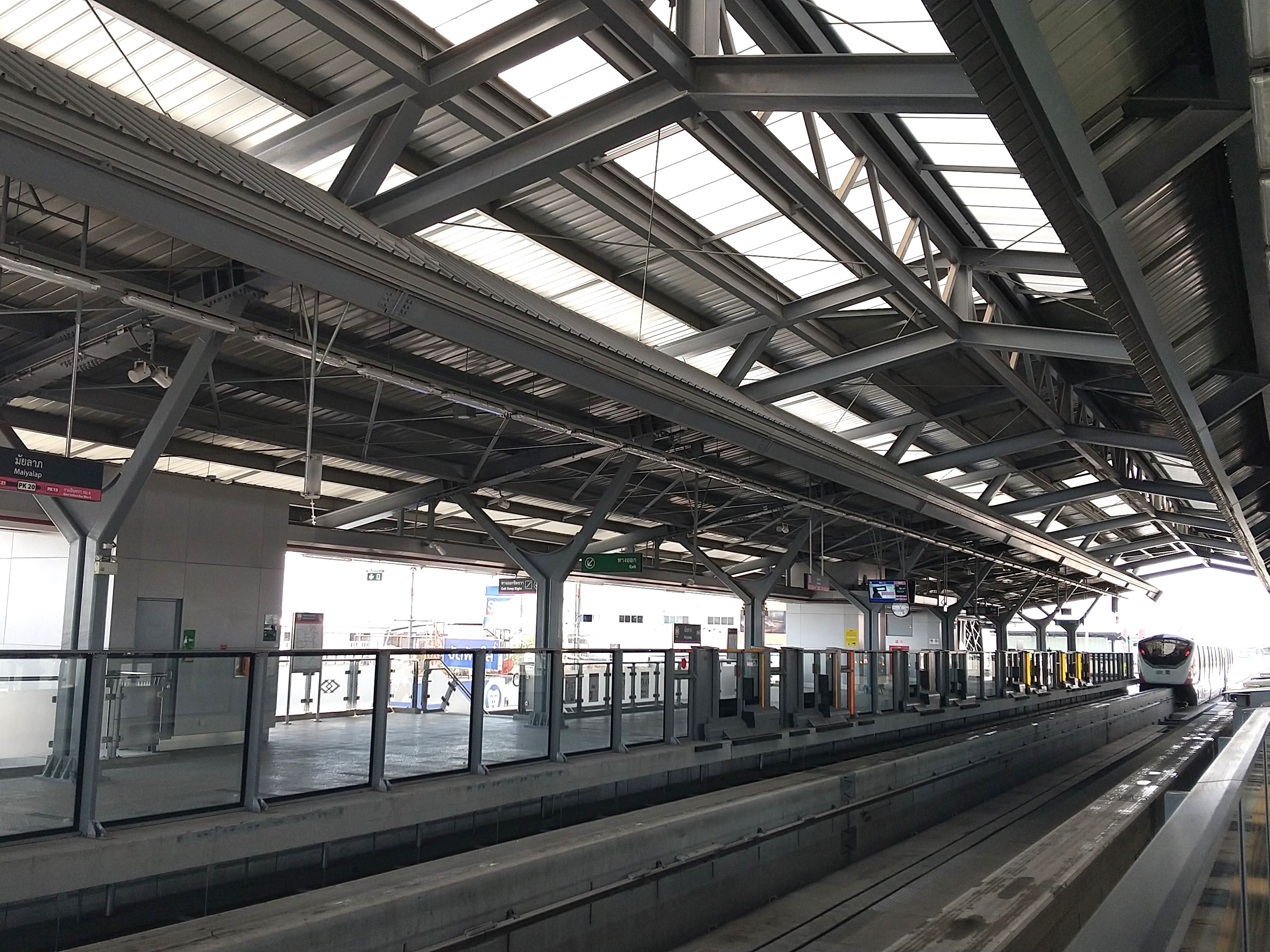
Ke ga

Ga Maiyalap (tiếng Thái: สถานีมัยลาภ) là một ga Bangkok MRT trên Tuyến Hồng. Nhà ga nằm trên Đường Ram Inthra, gần Soi Ram Inthra 14 (Soi Maiyalap) tại Bang Khen, Bangkok. Nhà ga có bốn lối thoát. Nhà ga mở cửa ngày 21 tháng 11 năm 2023 như một phần chạy thử nghiệm trên toàn tuyến Hồng.